# 比亚韦斯托克犹太会堂

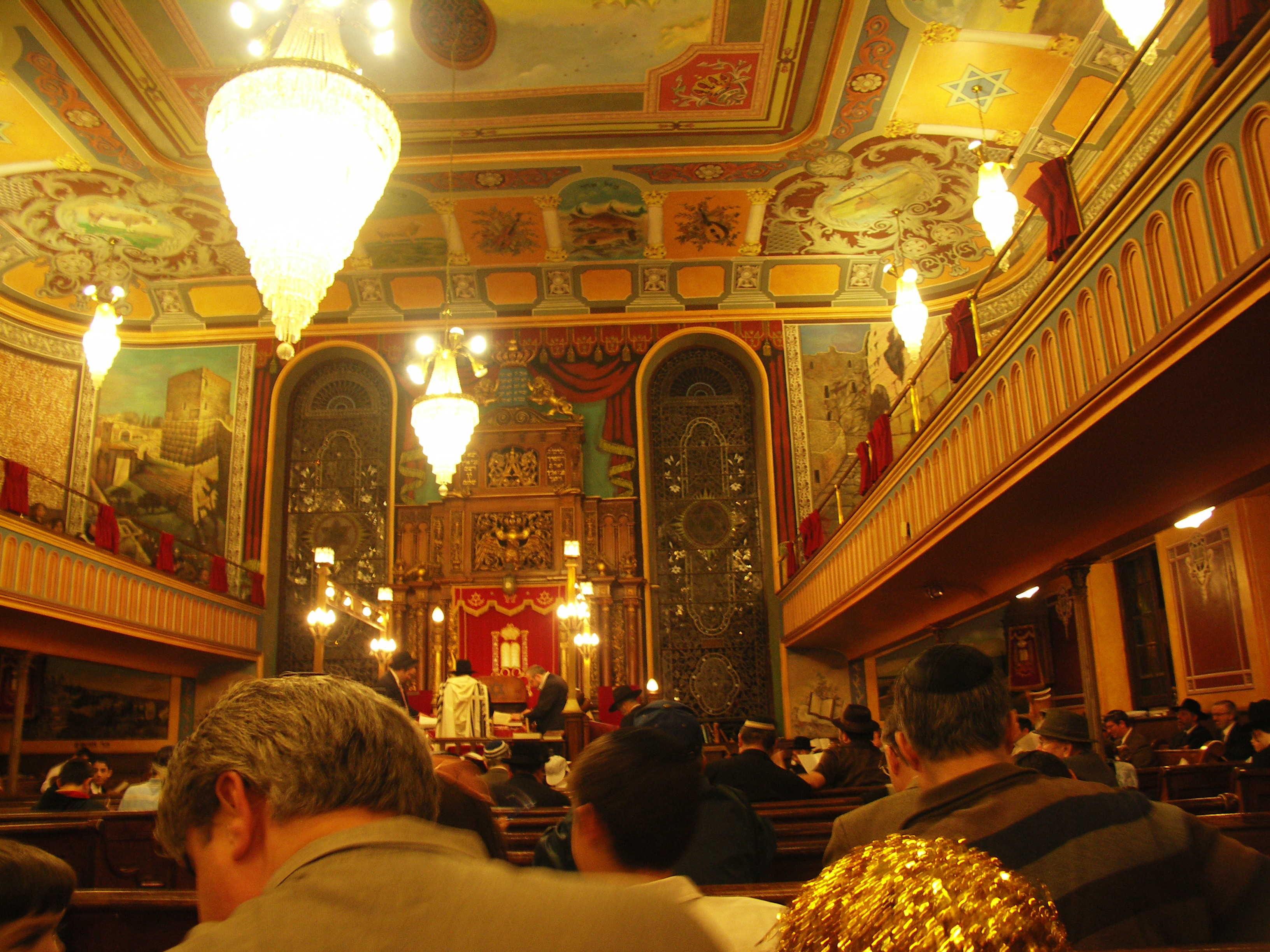
诵读以斯帖记

比亚韦斯托克犹太会堂（Bialystoker Synagogue）位于美国纽约曼哈顿下东城威利特街7-11号，是一座正统派犹太教犹太会堂。其建筑已列为历史地标。

## 历史
比亚韦斯托克犹太会堂最初于1865年成立于曼哈顿下东城的赫斯特街，由来自波兰比亚韦斯托克的犹太人建立。后来搬到果园街（Orchard Street），最终到现在的位置，比亚韦斯托克广场（Bialystoker Place）7-11号。为了适应自波兰的新移民，在1905年与同样来自比亚韦斯托克的Hadas Yeshuan合并，成立了比亚韦斯托克犹太会堂。他们购买并迁入了威利特街卫理公会教堂。

## 建筑
卫理公会教堂建筑建于1826年，石头砌筑，立面简单，圆拱形窗户。
1966年4月19日，该建筑被列为纽约市地标。它是19世纪初期石砌建筑之一。